# فرشته
فِرِشته (زیبایی بی‌نهایت، در پارسی باستان فرائیشته، در اوستا فرائشته) موجوداتی فراانسانی پنداشته می‌شوند که در بسیاری از ادیان پیرامون آن‌ها سخن رفته‌است
سرشت فرشتگان و امور مرتبط با آنان در ادیان و سنت های گوناگون، متفاوت است. در یهودیت، مسیحیت و اسلام آن‌ها معمولاً به عنوان پیام‌آوران از سوی خدا عمل می‌کنند. آنان همچنین گاهی نقش‌های جنگجو و نگهبان را به عهده دارند. دیدگاه ها در مورد مختار بودن یا مجبور بودن فرشتگان متفاوت است. همچنین فرشتگان با امشاسپندان در دین زرتشت (مزدیسنا) قابل مقایسه‌اند. درحالی‌که تظاهر فرشتگان متفاوت است، بسیاری آنان را همچون آدمیان تصویر کرده‌اند. در باورهای عامیانه فرشته نماد پاکی و نیکی خواهی است.

## شکل‌گیری اعتقاد به فرشتگان
برخی از پژوهشگران سکولار باور دارند که مفهوم فرشته توسط دین زرتشتی به دین‌های ابراهیمی معرفی شده‌است. در آغاز شکل‌گیری ادیان ابراهیمی، خدا به گونه موجودی بود که در کارهای بشر دخالت می‌کند و آن‌ها را در صورت لزوم بی‌رحمانه تنبیه می‌کند. این خدا منعکس‌کننده طرز فکر انسان کوچ‌نشین و بدوی آن زمان بود که می‌توانست شخصاً با انسان صحبت کند. به مرور تحت تأثیر دین زردشتی خدا موجود آسمانی و فراسوی دسترس انسان‌ها و بخشنده و مهربان شد. در این هنگام بود که نیاز بود که حد فاصل انسان و خدا را موجودی مانند فرشتگان پر کند. از این هنگام انسان‌ها به‌جای خدا با فرشتگان سخن می‌گفتند.
فرشته مانند جبرئیل یا وحی مسئولیت رساندن پیام خدا (از نظر ادیان ابراهیمی) را داشتند.

## فرشته در ادیان گوناگون

### زرتشتی

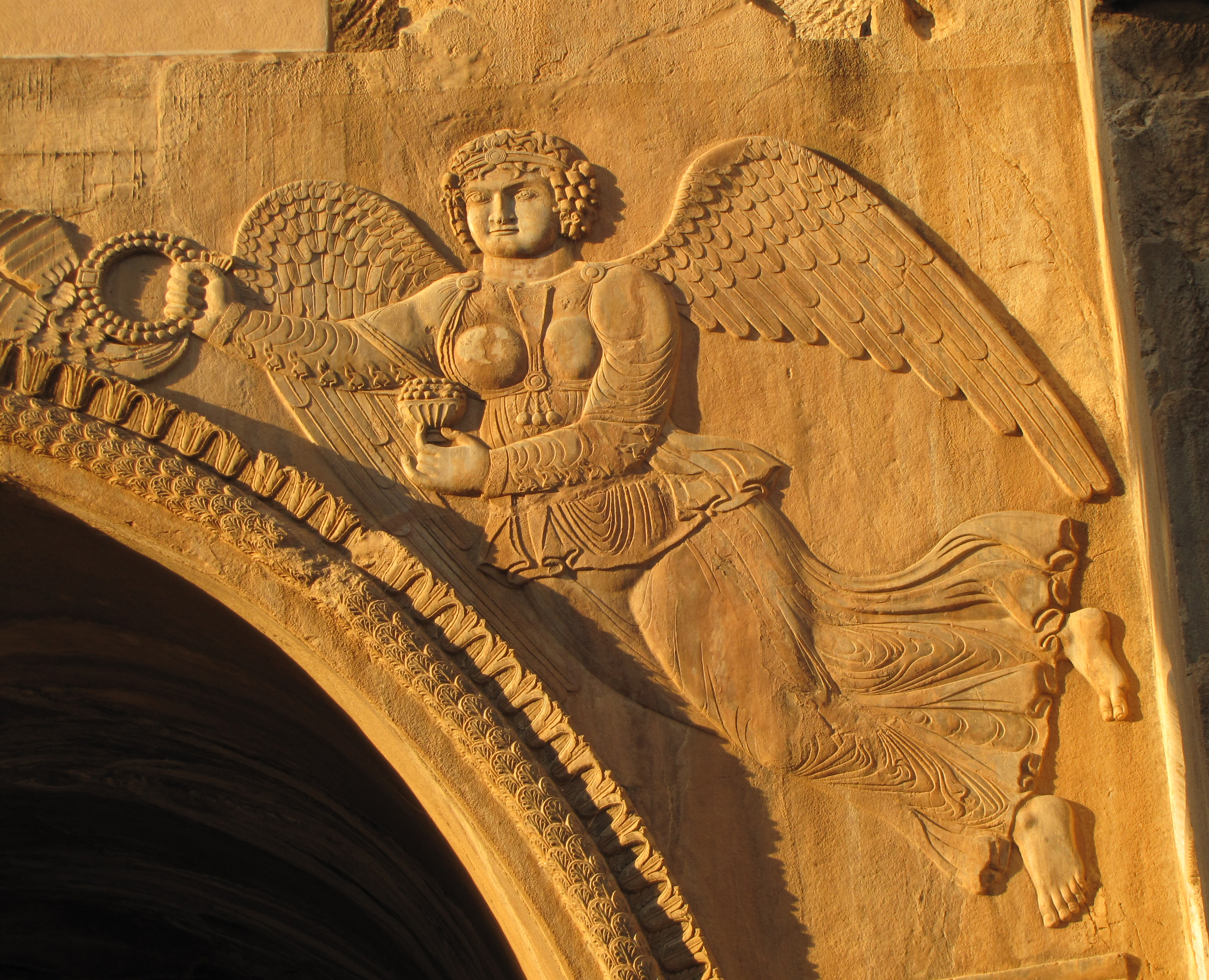
نمایی از یک فرشته بر روی تاق بزرگ در تاق بستان

به شش فرشته بلندمرتبه زرتشتی امشاسپندان و به دسته دیگر که مقام پایین‌تری دارند، ایزد گفته می‌شود. ایزدان دو دسته‌اند، ایزدان مینوی و ایزدان دنیوی. تمامی فرشتگان مخلوق اهورامزدا هستند و هر امشاسپند مظهر یکی از صفات اوست.

### یهودیت
در این دین، فرشتگان به‌منزله بندگان خدا هستند که دستورهای او را در زمین اجرا می‌کنند. آنان مؤمنان را حمایت و کافران را تنبیه می‌کنند و وحی را به انسان‌ها می‌رسانند. گاهی هم امکان دارد در زمین به شکل انسان ظاهر شوند. ترتیب فرشتگان در یهودیت: رافائل (فرشته) - سرافی‌ها - سمائیل - سندلفون - عزازیل - کروبی‌ها - متاترون - یوریل

### مسیحیت

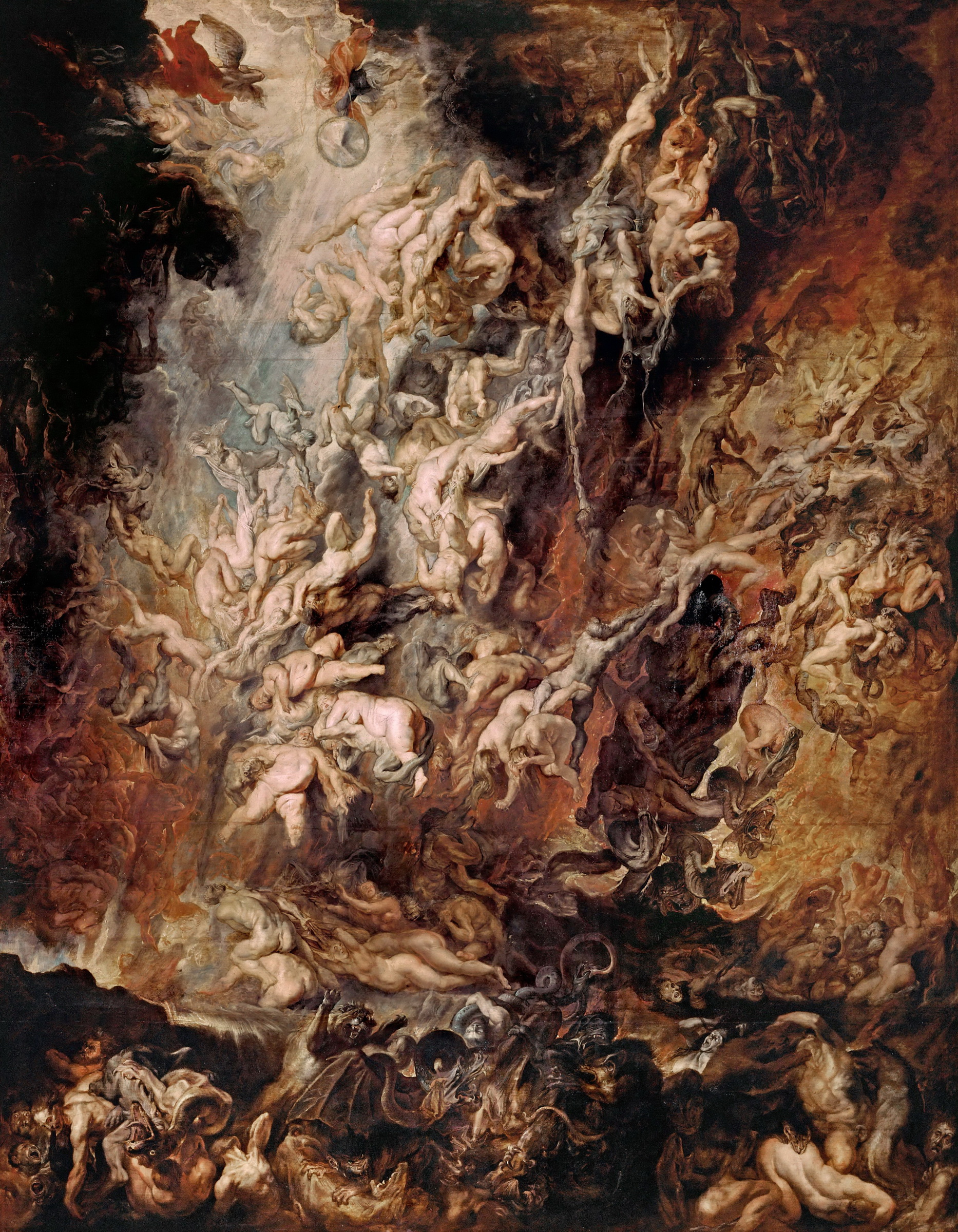
فرشتگان سقوط‌کرده اثر پیتر پل روبنس

در انجیل، در موارد متعددی از فرشتگان صحبت شده‌است. فرشتگان پیش از انسان آفریده شده‌اند، مرتبه‌هایی دارند و محافظ انسان‌اند. درود فرستادن و به نوعی پرستش بعضی از فرشتگان مانند میکائیل در کلیساهای مسیحی رایج است و از سدهٔ چهارم میلادی، در سرزمین‌های مسیحی نماز خانه‌هایی برای میکائیل ساخته شده‌است. ترتیب فرشتگان در مسیحیت: اپولیون - تختها -دوبیل - کاتاریسم - لوسیفر

### شینتو
کامی موضوع پرستش آیین شینتو است و در اصل لقبی است که از سر تجلیل برای ارواح باعظمت و مقدس به کار می‌رود و نوعی احساس تمجید برای فضایل و اقتدار و اعتبار آنها در پی می‌آورد. اوصاف رشد و نمو، حاصلخیزی و تولید مثل همواره در بین ذات‌ها و پدیده‌هایی که از روزگار قدیم به نام کامی خوانده شده‌اند، دیده می‌شود. پدیده‌های طبیعی از قبیل باد و توفان و موجودات طبیعی مانند خورشید، کوه‌ها، رودخانه‌ها، درختان، و صخره‌ها بعضی از حیوانات و ارواح نیاکان همچنین ارواح مقدس حافظ زمین، مشاغل و مهارت‌ها کامی به‌شمار می‌آیند.

### اسلام

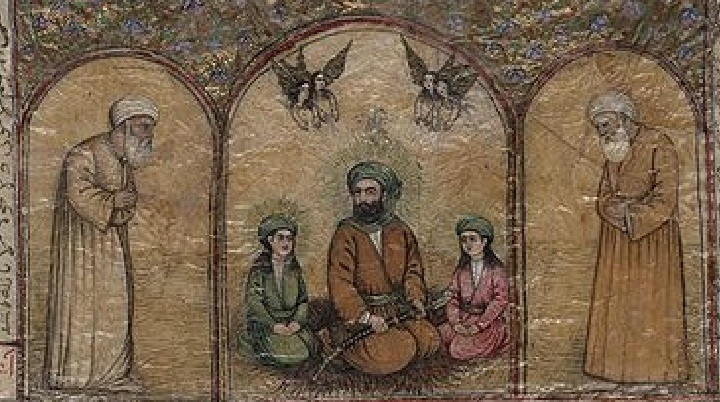
یک نقاشی متعلق به سده نوزدهم دو فرشته در بالای نقاشی در حال پروازند.

با این‌که فرشتگان (به تعبیر قرآنی: "ملائکه") موجوداتی غیرمادی‌اند، به‌طور معمول با استفاده از تصویر و تمثیل از آن‌ها یاد شده‌است. در قرآن (سورهٔ فاطر، آیهٔ ۱)، فرشتگان با بال‌های دوگانه، سه‌گانه یا چهارگانه معرفی شده‌اند که حکایت از توانایی‌های متعدد آنان دارد. فرشتگان جایگاه و کار معینی دارند و هیچ‌گاه از فرمان خدا سر بازنمی‌زنند و می‌توانند با چهره انسان، بر پیامبران و برخی از اولیای الهی ظاهر شوند و پیام‌های خداوند را به آنان بدهند یا دستورات خداوند را انجام دهند. آنان در زمان‌های گوناگون به یاری مؤمنان می‌آیند و آنان را در حل مشکلات یاری می‌دهند و هنگامی که خداوند آدم را خلیفه خود در زمین گردانید، تمامی فرشتگان به‌جز ابلیس بر او سجده کردند. به باور مسلمانان همواره دو فرشته همراه انسان‌اند که کارهای نیک و بد او را ثبت می‌کنند. فرشته ثبت‌کننده کارهای بد بر شانه چپ و دیگری بر شانه راست قرار دارد. به این دو فرشته در قرآن کرام الکاتبین گفته شده که به معنی نویسندگان بزرگوار است.

#### فرشتگان مقرب
فرشتگان مرتبه‌های متفاوتی دارند. فرشتگانی که از بقیه از نظر درجاتشان به خدا نزدیک‌ترند، مقرب نامیده می‌شوند. چهار فرشته مقرب در اسلام عبارت‌اند از:
- جبرئیل (فرشته وحی) مسئول عالم ذر

القاب: روح الامین ۱۹۳ شعرا - روح القدس ۹۱ بقره- شدیدالقوی ۵ نجم - ذومره ۶ نجم -امین وحی
- میکائیل (فرشته روزی) مسئول دنیا

القاب:فرشته روزی ۹۲ بقره
- عزرائیل (فرشته مرگ) مسئول عالم برزخ، این فرشته به اذن خداوند روح انسان‌ها را از جسم جدا می‌کند.
- القاب:ملک الموت۱۱سجده
- اسرافیل (فرشته صور) مسئول رستاخیز، این فرشته در روز قیامت شیپوری را در دست می‌گیرد و با دمیدن در آن تمام انسان‌های جهان چه غنی و چه فقیر می‌میرند و در آن لحظه تنها خداوند و موجودات دیگر می‌ماند (که خداوند آن موجودات را هم برای لحظاتی از پای درمی‌آورد و با تنها ماندن خود یگانگی و بی همتایی اش را نشان می‌دهد).

القاب: نافخ درصور وناقردرنقر در ناقور۴۱ق

#### فرشتگان مغضوب
فرشتگان مغضوب فرشتگانی شرور
و سرکش می‌باشند که در عین حال دارای خواسته‌های نفسانی هستند و از دستور خداوند مبنی بر تعظیم و سر خم کردن در برابر انسان امتناع ورزیدند یا به دلایل دیگر خداوند را مکدر ساختند و پس از آن از آسمان و جایگاه فرشتگان رانده شدند اما بر طبق مکاشفه یوحنا این تبعید، تبعاتی همچون جنگ در بهشت میان فرشتگان مقرب به رهبری میکائیل علیه فرشتگان مغضوب را به همراه داشت. در میان آنها این فرشتگان شناخته شده‌تر هستند:  عزازیل، بلیعال، شیطان، لوسیفر، ابلیس و اهریمن.

#### فرشتگان دیگر

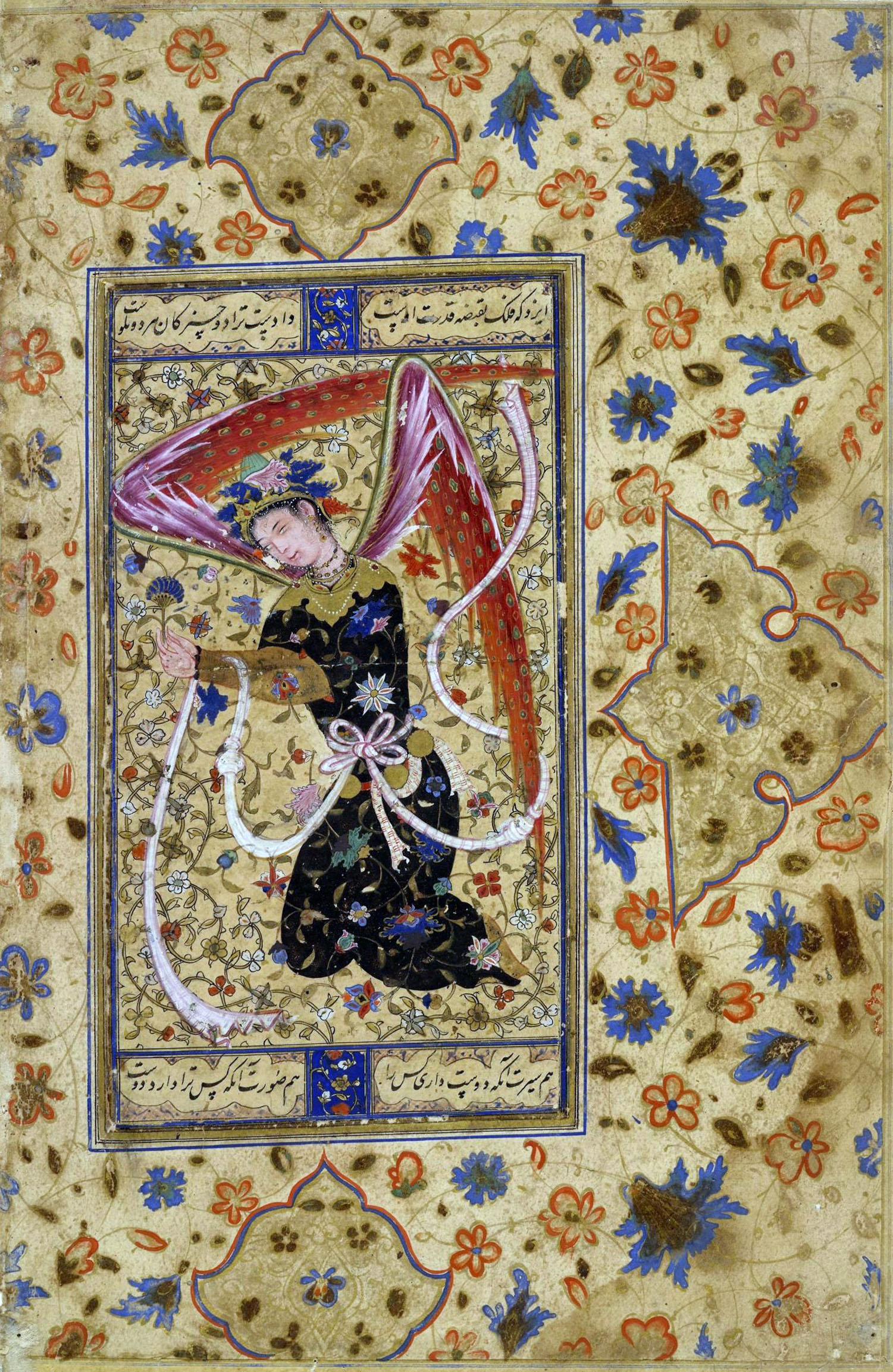
فرشته به سبک نقاشی ایرانی و رباعی از ابوسعید ابوالخیر

فرشتگان زیربه ترتیب تحت امرفرشتگان مقرب اند
- ۸ نفر ملائک حامل عرش ۱۷حاقه-مقربین ۱۷۲ نسا-مسبحین ۱۶۶ صافات-مقترنین ۵۳ زخرف-تمامی ملائک نازل برانبیا
- مدبرات ۵ نازعات-صافات ۲۳ فجر-زاجرات ۲ صافات-مسومین ۱۲۵ ال عمران-مروفین ۱۹ انفال-معقبات ۱۱ رعد-مقسمات ۴ ذاریات-منزلین ۱۲۴ ال عمران-حافظین ۴ طارق
- نازعات و ناشطات و سابحات و سابقات ۱ نازعات-سفره و کرام برره ۱۵ و ۱۶ عبس-کاتبین ۲۱ یونس-عادون ۱۱۳ مومنون-رقیب و عتید و متلقیان ۱۷ و ۱۸ و ۲۴ق
- صافات ۲۳ فجر-غلاظ و شداد ۶ تحریم و ۱۸ علق-زبانیه یاخزنه جهنم ۷۱ زمر-سائق و شهید ۲۱ق- مالکین دوزخ ۷۷ زخرف-ملائک عذاب ۱۹ نفر ۳۰ مدثر[۳] و[۴]

- هاروت و ماروت
- رافائل (فرشته)
- فطرس ملک
- مالک (فرشته)
- نکیر و منکر

## نگارخانه

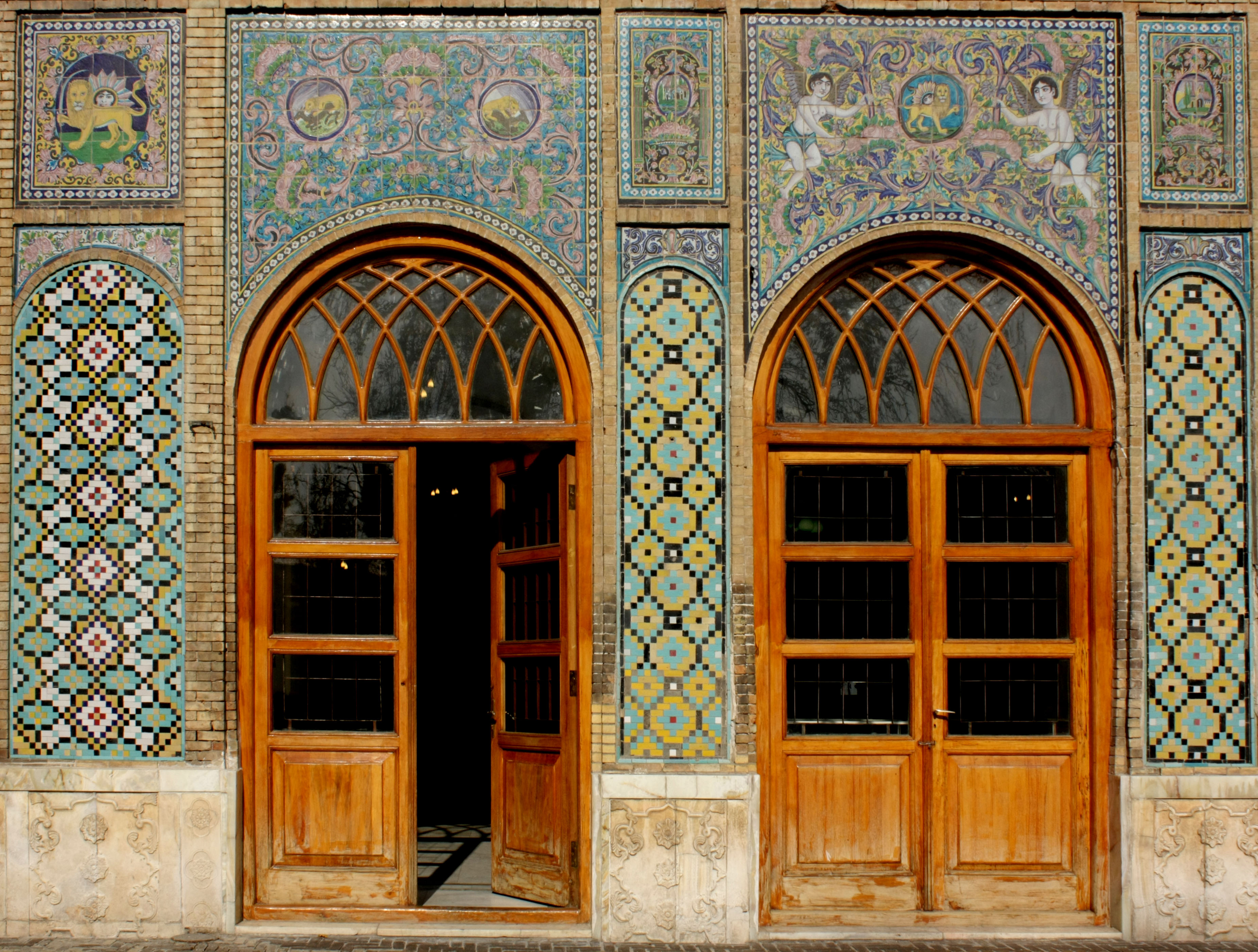
فرشتگان در یک نقاشی دوران قاجار در کاخ گلستان.
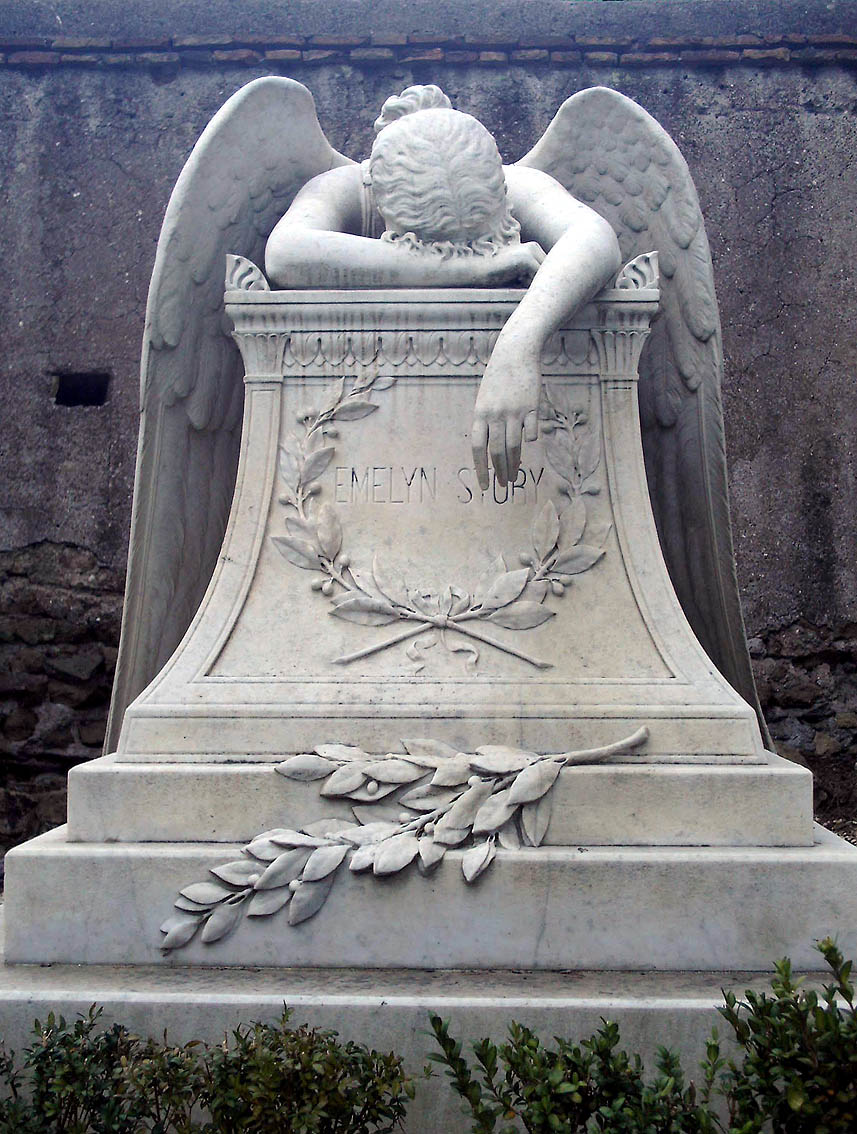
مجسمه فرشته غم اثر ویلیام وتمور استوری
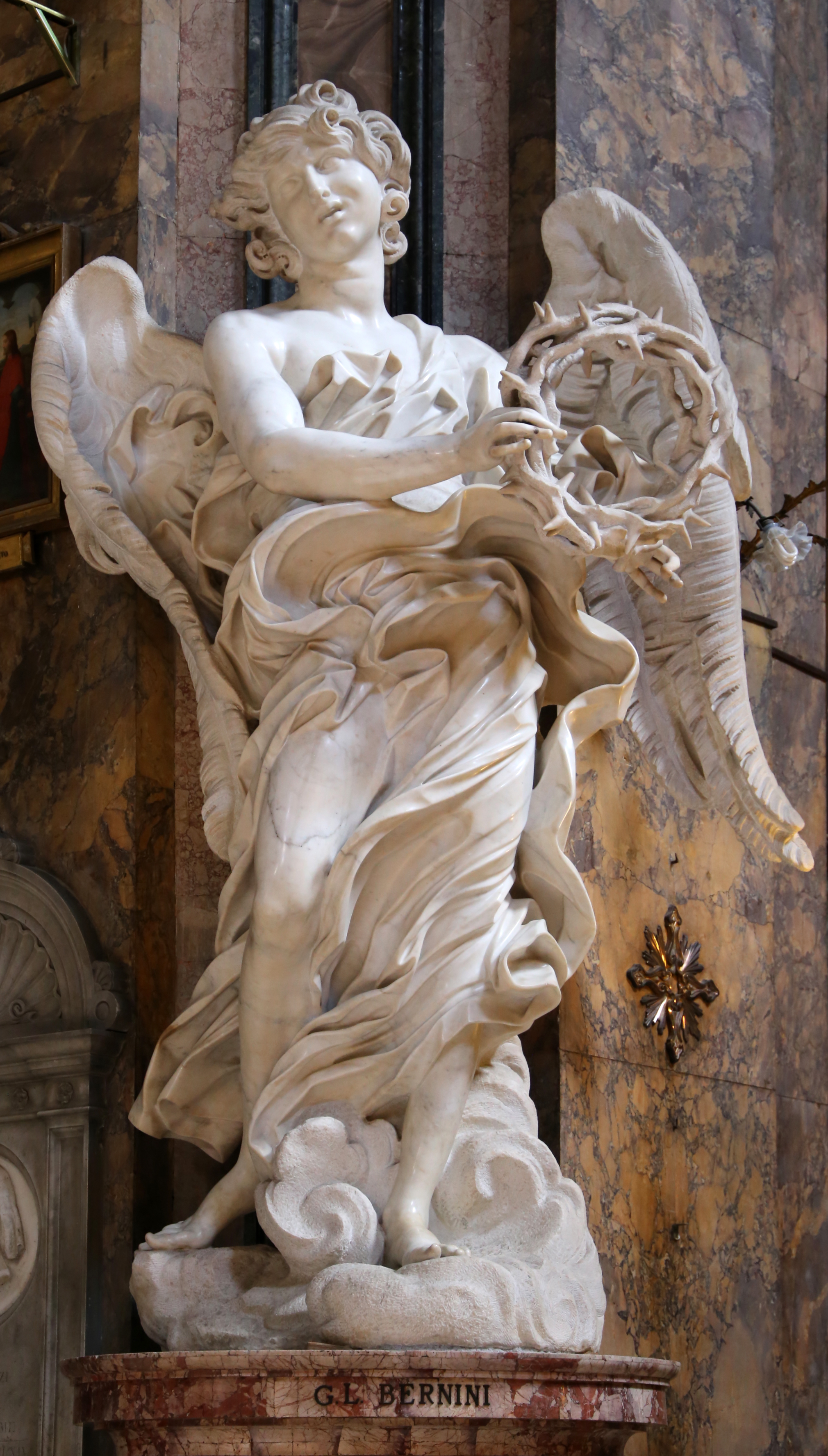
فرشته با تاجی از خار
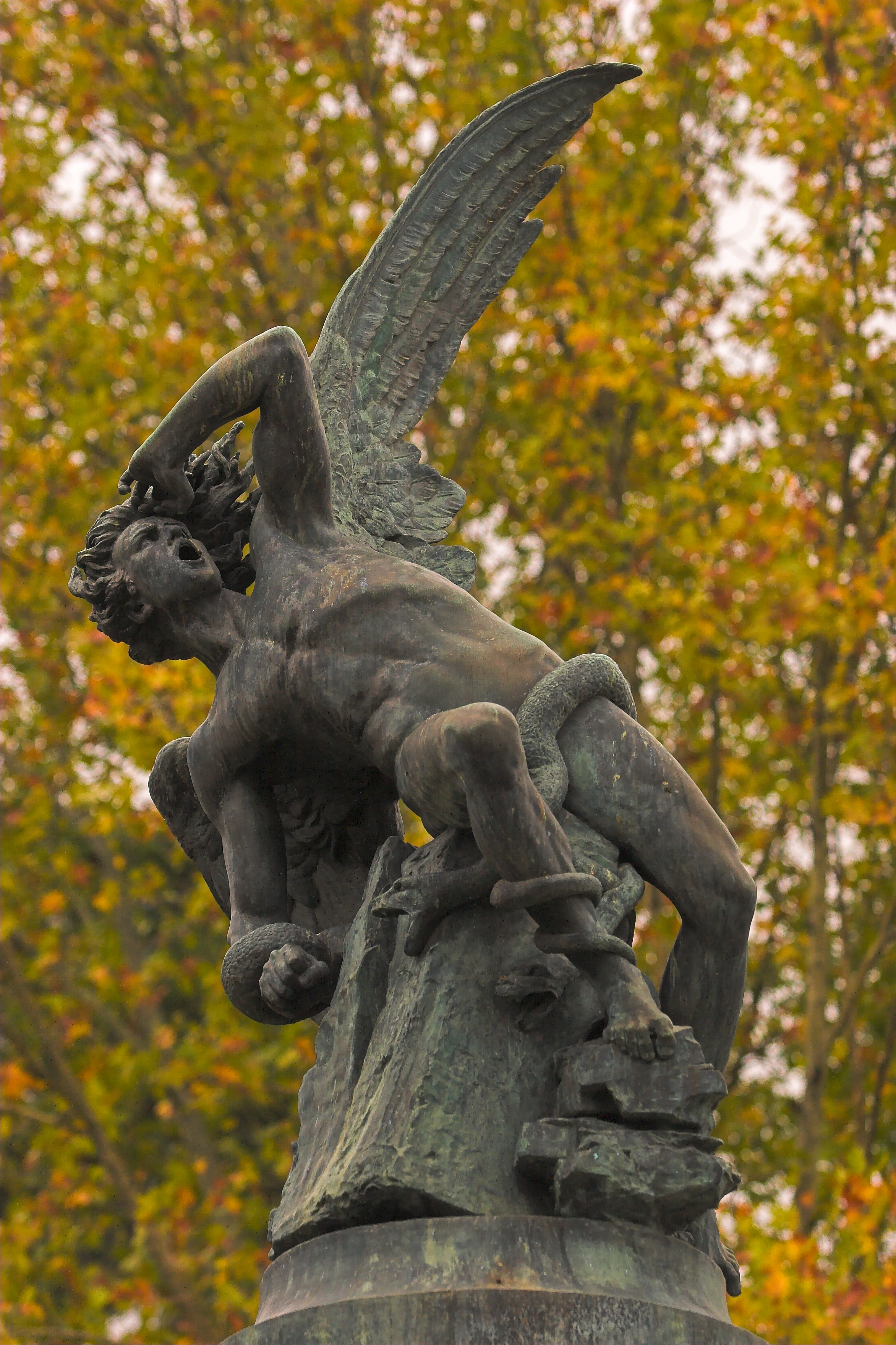
آب‌نمای فرشته سقوط‌کرده

## جستارها
- فرشتگان مغضوب
- ملائکه
- ترتیب فرشتگان در یهودیت
- کروبی‌ها
- ملکوت یا عالم مثال یکی ازعوالم چهارگانه

## برای مطالعهٔ بیشتر
کتاب دانشنامه ملایک (فرشتگان) اولین دانشنامه فرشته‌شناسی ایران واسلام، به قلم حمیدرضا کهنگی در سال ۱۳۹۵، بوسیله نشرمحسن درقطع رحلی وبیش از۶۴۰صفحه، درتهران، چاپ و منتشرگردیده است. دراین کتاب فرشتگان در همه ادیان، آیین‌ها واقوام بطورمبسوط مورد بررسی و تحقیق قرارگرفته‌است  کاملترین منبع فرشته‌شناسی اسلام، ایران وادیان باستانی ایران می‌باشد.